# Округ Гаред (Кентаки)
Гаред (енгл. Garrard County) је округ у америчкој савезној држави Кентаки.

## Демографија
По попису из 2010. године број становника је 16.912, што је 2.12 (14,3%) становника више него 2000. године.
| Група             | 2000.          | 2010.          |
| Белци             | 14.047 (95,0%) | 15.965 (94,4%) |
| Афроамериканци    | 453 (3,1%)     | 346 (2,0%)     |
| Азијати           | 6 (0,0%)       | 37 (0,2%)      |
| Хиспаноамериканци | 195 (1,3%)     | 403 (2,4%)     |
| Укупно            | 14.792         | 16.912         |